# Rivasmartinezia cazorlana
Rivasmartinezia cazorlana es una especie endémica de la sierra de Cazorla, Segura y las Villas, descrita en 2016. Es una hierba perenne y fuertemente aromatizada.

## Descripción
Hierbas perennes de fuerte olor, de 20 hasta 40 cm de altura, con grueso rizoma (15-20 mm). Hojas basales de cuatro a seis, con el peciolo más corto que el limbo. Flores blancas, con pétalos blancos de 1 a 1,4 mm de largo, dispuestas en umbelas compuestas. Mericarpos de 4,5- 6,0 x 1,2-1,5 mm, estrechamente elipsoidales.

## Distribución
Se distribuye por el parque natural a lo largo de la Sierra de Segura, donde puede observarse en gran cantidad en el entorno de Río Madera, y la Sierra de Cazorla en un área única de cuatro hectáreas en la que se agrupan en torno a 122 000 ejemplares. Esta última área se encuentra dentro del municipio Cazorla, en Andalucía, España.

## Taxonomía
Rivasmartinezia cazorlana fue descrita por Gabriel Blanca, Miguel Cueto, Alfredo Benavente y Julián Fuentes,  y publicada en Nordic Journal of Botany, en el año 2016. Es la segunda especie descrita de este género, pues en 2014 se describió R. vazquezii, endémica del norte de España.